# Batometr
Batometr, batymetr (gr. βαθύς "głęboki" i μέτρον "miara") – przyrząd pomiaru głębokości zanurzenia oraz pobierania  do analiz próbek wody w studniach i otworach wiertniczych. Różne rodzaje batometrów, służące przede wszystkim do pobierania wody z określonej głębokości w celu jej analizy biologicznej lub chemicznej, to m.in. czerpacz Patalasa, aparat Ruttnera, butelka Nansena.